# AnadoluJet
AJet, tidligere AnadoluJet, er et tyrkisk luftfartsselskab, der er et datterselskab af Turkish Airlines. 

## Historie
Selskabet blev stiftet den 23. april 2008 af Turkish Airlines og flyver i dag til 23 destinationer i Anatolien. AnadoluJet er et af de få tyrkiske flyselskaber, som kun flyver indenrigs. Det startede med en flåde på tre fly, stigende til syv, inden udgangen af 2008.

## Flyflåde
AnadoluJets flåde består af følgende luftfartøjer pr. 8. juli 2011: